# Château de Cusy
Le château de Cusy, est un ancien château fort, dont l'origine remonte au XIe siècle, qui se dressait sur la commune de Cusy, aujourd'hui dans le département de la Haute-Savoie, en région Auvergne-Rhône-Alpes en France.

## Situation
Le château et le bourg fortifié de Cusy s'élevaient sur l'ancienne motte romaine. Le château est situé sur les limites des principautés genevoise et savoyarde, lui donnant un rôle stratégique et donc disputé. Le château, tout comme les châteaux d'Alby et de Gruffy, surveille la route en provenance d'Annecy ou d'Aix, et qui permet notamment d'accéder au Châtelard et au massif des Bauges.

## Historique
En 1022, la paroisse de Cusy est mentionnée pour la première fois dans une charte, comme relevant du comté de Genève. Elle est une possession du comte Humbert, qui fait don à l'évêque de Langres, sous de certaines conditions, de l'église. La première mention d'un château remonte à 1263. Il semble que dès le XIIe siècle, le château relève de la famille de Grésy, une branche cadette de la famille de Faucigny. En 1262, le comte Raoul de Genève prête hommage au comte Boniface de Savoie pour ses châteaux de Cusy et de Charousse. Cette même année Raoul/Rodolphe III de Grésy devient homme-lige du comte de Genève. Il serait ensuite passé à son frère, Guillaume, qui fait hommage pour la châtellenie au comte de Genève et au comte de Savoie, en 1273. Il l'aurait donné par la suite en dot à Béatrix, sa fille, lors de son union avec Guy de Seyssel. Le couple, sans héritier, le château passe à la maison de Savoie.
En 1287, lorsque la paix est signée à Annemasse entre le comte de Savoie et le comte de Genève, Cusy n'apparaît plus dans les possessions de ce dernier. L'année suivante, le comte Amédée V de Savoie octroie une charte de franchises à Cusy.
En 1372, il est donné en fief à Rodolphe IV de Grésy, puis fait de nouveau retour à la maison de Savoie avant de passer à la famille de Montmayeur. En 1432, il est la propriété de Jacques II de Montmayeur, maréchal de Savoie. Il sera élevé au titre de comte en 1447. À son décès en 1487, le château passe en différentes mains avant d'échoir à Sébastien de Luxembourg. Ce dernier le vend aux frères Emmanuel-Philibert et Louis de Pingon le 10 mars 1560 contre une somme de 3 500 écus d'or. Le château leur est donné en fief le 12 mars 1563 et ils verront leurs terres élevées au titre de baronnie.
À la fin du XVIIe siècle y vivent Jacques Sylvestre, mort en 1691, et Claude Eugène de Pingon, fils d'Aimé de Pingon et de Suzanne de Montmayeur.
En 1771, il est entre les mains du sénateur du Freney. Sous la Révolution, le château est pillé puis incendié. Il ne sera jamais relevé et servi comme carrière de pierre.

## Châtellenie de Cusy
Le château de Cusy est le siège d'une petite châtellenie, dit aussi mandement (mandamentum), appartenant au bailliage de Savoie. Il s’agit d’une châtellenie ayant relevé des comtes de Genève et de Savoie, selon les périodes, puis définitivement à partir de 1287 au comté de Savoie. Dans l'organisation du comté de Savoie, elle appartient au bailliage de Savoie.
Le châtelain est un « [officier], nommé pour une durée définie, révocable et amovible »,. Il est chargé de la gestion de la châtellenie, il perçoit les revenus fiscaux du domaine, et il s'occupe de l'entretien du château. Le châtelain est parfois aidé par un receveur des comptes, qui rédige « au net [...] le rapport annuellement rendu par le châtelain ou son lieutenant ».

### Fonds d'archives
- Série : Comptes des châtellenies (1289-1525). Fonds : Comptes de châtellenie et de subsides; Cote : SA 9030-9068. Chambéry : Archives départementales de la Savoie (présentation en ligne).« Châtellenie de Cusy »
- Série : Comptes des châtellenies (XIIIe siècle-XVIe siècle). Fonds : Inventaire-Index des comptes de châtellenie et de subsides; Cote : SA. Chambéry : Archives départementales de la Savoie (présentation en ligne).p. 288-290, « Châtellenie de Cusy »
- groupe de Chambéry (animé par Christian Guilleré) et groupe de Lyon (animé par Jean-Louis Gaulin), « Comptes de châtellenies savoyardes », sur castellanie.net : « Recherche multicritères : « Cusy » »